# کرنوویتسه (ناحیه پیسک)
کرنوویتسه (به چکی: Křenovice) یک منطقهٔ مسکونی در جمهوری چک است که در ناحیه پیسک واقع شده‌است. کرنوویتسه ۶٫۱۱ کیلومتر مربع مساحت و ۱۴۲ نفر جمعیت دارد و ۴۷۸ متر بالاتر از سطح دریا واقع شده‌است.